# Paula's Home Cooking
Paula's Home Cooking fue un show de cocina estadounidense dirigida por Paula Deen.  Deen se enfocaba especialmente en la cocina sureña y la comida familiar que es popular en la audiencia estadounidense.  En el espectáculo, los platos clásicos como carne asada, okra frita, pollo frito y pie de pecan(una especie de nuez) era la norma , y se evitaba recetas excéntricas o complicadas.  Aquellos platos que son sabrosos para la familia eran los destacados, a pesar de que la mayoría se engordaba mucho y contenía un alto índice de calorías. Paula también se mostraba en viñetas de Savannah, Georgia, donde ella es copropietaria, juntos a sus hijos Jamie and Bobbie en The Lady & Sons.
La popularidad de Deen, se elevó, al hacer un pequeño papel en el largometraje Elizabethtown.
A pesar de su atmósfera sureña, Paula's Home Cooking fue grabado en un estudio de Nueva York hasta 2006; desde entonces, los espectáculos habían sido grabados en la nueva casa de Deen en Savannah. En 2008, Deen empezó trabajando en una versión renovada de la serie llamado Paula's Best Dishes, en qué sus amigos y familiares se unen para hacer platos de cocina. A menudo, aparecían los hijos de Deen como huéspedes del show. Ellos también lograron ser populares en la audiencia culinaria y después dirigieron su propio show, Road Tasted, similar a Rachael Ray's Tasty Travels. Su marido, Michael Groover, también ha aparecido esporádicamente como huésped, y también en la boda Deen-Groover en 2004 como edición especial del espectáculo. El éxito de Paula's Home Cooking tuvo su línea de recetarios, una revista, otros espectáculos televisivos y especiales, y relacionados con sus productos. El show, actualmente se reestrena en su canal de cocina hermana, GAC.
El 21 de junio de 2013, el canal anunció que no renovarían el contrato de Deen debido a la controversia que rodea Deen por el uso de un slurs racial y chistes racistas en su restaurante, razones por las que se canceló el programa.